# Бенжамен, или Дневник девственника
«Бенжамен, или дневник девственника» (фр. Benjamin) — кинофильм режиссёра Мишеля Девиля, вышедший в 1968 году.

## Слоган
«Bound to be the 'IN' movie for '69!»

## Сюжет
Действие фильма происходит в середине XVIII века. Молодой юноша Бенджамен приезжает в замок своей родственницы-графини и сразу становится желанным любовным объектом для большей части женской половины замка. Но достаётся он, в конце концов, пока ещё невинной девушке Анн, которая заводит с ним интрижку, чтобы следующий любовник, на роль которого она прочит самого графа, не был у неё «первым».

## В ролях
| Актёр          | Роль             |
| -------------- | ---------------- |
| Мишель Морган  | графиня          |
| Катрин Денёв   | Анн              |
| Пьер Клементи  | Бенджамен        |
| Мишель Пикколи | граф Филип       |
| Франсин Берже  | Марион           |
| Анна Гаэль     | Селестин         |
| Катрин Рувель  | Викторин         |
| Жак Дюфильо    | Камилл           |
| Одиль Версуа   | замужняя дама    |
| Танья Торренс  | мадам де Шартрес |
| Симон Бах      | мадам Ла Тур     |
| Анджело Барди  | Басиле           |
| Саша Брике     | Селестин         |
| Андре Селлье   | советник         |
| Лин Шардонне   | Jacotte          |
| Мадлен Дамьен  | престарелая дама |
| Диана Лепврье  | дама в розовом   |
| Сесиль Васор   | Алина            |
| Ив Клоке       | Fanchon          |

## Съёмочная группа
- Сценарист:
  - Нина Компанеец
  - Мишель Девиль
- Оператор: Гислен Клоке
- Художник:

## Награды
- Номинация на Золотой глобус 1969 года на Лучший иностранный фильм на английском языке — «Франция».

## Премьеры
- Январь 1968 — Франция
- 23 марта 1968 — США
- 22 апреля 1968 — Швеция
- 8 мая 1968 — Дания
- 13 сентября 1968 — Финляндия